# Manfred Mann Chapter Three
Manfred Mann Chapter Three byla britská experimentálně jazz rocková skupina, založená v Jihoafrické republice, hráčem na klávesy Manfredem Mannem. Kapela se rozpadla po vydání dvou alb. Mann pokračoval ve skupině Manfred Mann's Earth Band v roce 1971.

## Diskografie
- 1969 - Manfred Mann Chapter Three
- 1970 - Manfred Mann Chapter Three Volume Two